# واینسهایم (باد کرویتسناخ)
واینسهایم (به آلمانی: Weinsheim) یک شهر در آلمان است که در باد کرویتسناخ واقع شده‌است.